# اوگاندا ایر کارگو
اوگاندا ایر کارگو (به انگلیسی: Uganda Air Cargo) یک شرکت هواپیمایی است که در ۱۹۹۴ میلادی تأسیس شده‌است. قطب اوگاندا ایر کارگو در فرودگاه بین‌المللی انتبه قرار دارد.